# Taïeb Boulahrouf
 (avril 2014).
Taïeb Boulahrouf, né le 9 avril 1923 à Oued Zenati (près de Guelma) au nord-est de l'Algérie, mort le 26 juin 2005 à Alger, est une personnalité politique algérienne, militant nationaliste durant la guerre d'Algérie.

## Biographie
Taïeb Boulahrouf est issu d’une famille originaire de Constantine. À l’âge de 15 ans, il commence à vendre le journal El Ouma du Parti du peuple algérien (PPA), ce qui lui vaut d’être renvoyé de l’école. Lorsque la guerre d'Algérie éclate, il réorganise avec Ahmed Djelloul les cellules du parti à Annaba et Guelma. Il organise les manifestations du 1er mai 1945 à Annaba (ex-Bône). Arrêté, il  bénéficie de l’amnistie de mars 1946. Il devient alors un responsable important dans l’organisation du Mouvement pour le triomphe des libertés démocratiques (MTLD) (fondé à la suite de la dissolution du PPA) sous les ordres de Mohamed Belouizad.           
À l’occasion des élections d’avril 1948 à l’Assemblée algérienne, il est de nouveau arrêté. À sa libération, il est affecté en Oranie. Appréhendé une fois de plus en avril 1950 lors de la découverte de l’Organisation Spéciale (OS), il est libéré un an après. En août 1951, il entre au comité central avant de devenir en 1952 membre du comité directeur de la délégation permanente du MTLD en France. Il milite ensuite au sein du Front de libération nationale (FLN) en France avant d’être représentant du Gouvernement provisoire de la République algérienne (GPRA) à Rome en 1958 ; il échappe à un attentat à Rome en juillet 1959, attentat attribué à l'organisation La Main rouge. 
En 1960, il joue un rôle important dans la mise sur pied du relais suisse entre le GPRA et la France. Il participe également avec Ahmed Boumendjel aux rencontres de Lucerne et de Neuchâtel en février 1961, puis aux négociations des Accords d'Évian. 
Après l’indépendance, Tayeb Boulahrouf est ambassadeur d’Algérie successivement à Rome, Lima, Bucarest, Buenos Aires, La Paz et Lisbonne.
« Durant sa mission à Buenos Aires, la façade de la représentation diplomatique algérienne sera la cible de rafales de mitraillettes «tirées par des inconnus», selon les autorités argentines de l’époque. La raison de cet attentat, qui sonnait comme un avertissement à la veille de la Coupe du monde de 1978, est à chercher dans les contacts et les prises de position de Tayeb Boulahrouf avec l’opposition à la dictature de Videla. Une opposition qui bénéficiait des largesses du diplomate algérien qui distribuait des passeports algériens aux opposants argentins pour quitter l’enfer de la junte  militaire. Le vent de la démocratie latino-américaine de la fin des années 1980 lui donna raison. Qui présentera les premières condoléances à ses enfants au lendemain de son décès le 26 juin 2005 ».[source insuffisante]

## Fonctions
- 1963- : Ambassadeur auprès de l'Italie
- 1965-1970 : Ambassadeur auprès de la Yougoslavie[3].
- 1975-1979 : Ambassadeur auprès de l'Argentine[4]
- 1979-1982 : Ambassadeur auprès de la Bolivie (avec résidence à Lima)[5]
- 1982-1984 : Ambassadeur auprès du Portugal[6]

## Hommages
- Plaque commémorative à Rome[7]
- Un collège d'enseignement moyen (CEM) à Kouba porte son nom [8].